# Имренчево
Имренчево (болг. Имренчево) — село в Болгарии. Находится в Шуменской области, входит в общину Велики-Преслав. Население составляет 413 человек.

## Политическая ситуация
В местном кметстве Имренчево, в состав которого входит Имренчево, должность кмета (старосты) исполняет Юрий Бойчев Лозанов (независимый) по результатам выборов.
Кмет (мэр) общины Велики-Преслав — Димо Петров Бодуров Граждане за европейское развитие Болгарии (ГЕРБ)) по результатам выборов.